# Palmaz
Palmaz ist ein Ort und eine ehemalige Gemeinde (Freguesia) im portugiesischen Kreis Oliveira de Azeméis. Die Gemeinde hatte 2081 Einwohner (Stand 30. Juni 2011).
Am 29. September 2013 wurden die Gemeinden Palmaz, Pinheiro da Bemposta und Travanca zur neuen Gemeinde União das Freguesias de Pinheiro da Bemposta, Travanca e Palmaz zusammengeschlossen.